# Divadlo Polárka
Divadlo Polárka je profesionální divadlo v Brně, které je určeno pro děti, mládež i dospělé. Vzniklo v roce 1999 a sídlí v Brně v Tučkově ulici 34 ve čtvrti Veveří.

## Historie
V budově na Tučkově ulici působily původně soubory Loutkového divadla Sokol Brno I, který byl založen v roce 1930, a později divadlo Jitřenka. Jednalo se o amatérské soubory, které se stejně jako Divadlo Polárka věnovaly dětem i dospělým. Na konci devadesátých let  se Jitřenka pod vedením Pavly Foralové dostala do potíží. V této době vznikla pod hlavičkou občanského prospěšného sdružení s názvem Polárka nová scéna. Oficiálně byl název Divadlo Polárka potvrzen v březnu 1999. Zakládajícími členy byli: David Smečka, Jiří Skovajsa, Ljuba Koutová, Lenka Valová, Radko Bohatec, Irena Gabrielová, Jiřina Koňuchová. Vedoucím souboru byl Zdeněk Hons. Divadlo Jitřenka nechalo odvézt veškerý inventář, což způsobilo, že soubor Divadla Polárka byl nucen hrát na jiných místech, například v klubu Vlněny na Přízové ulici nebo v zasedacím sále obvodní radnice. Díky pomoci Magistrátu města Brna, Úřadu městské části Brno-střed a dalších sponzorů, bylo možné budovu na Tučkově ulici postupně opravit, jednoduše vybavit a začít ji využívat. Nová situace si vyžádala zviditelnění, divadlo dostalo nové logo a název znějící Alternativní divadlo pro děti a mládež Polárka. Logo bylo veselé a hravé, s hvězdičkou s rolničkami zakomponovanými do názvu divadla.
Jaroslava Dvořáka, vedoucího nového souboru, vystřídal záhy David Smečka a do funkce tajemníka nastoupil Jaroslav Tuček. V listopadu 1999 převzal J. Tuček post uměleckého šéfa a další sezónu již působil jako ředitel. Po Jaroslavu Tučkovi nastoupil jako umělecký šéf divadelní režisér a dramatik Martin Čičvák. Nejvýraznějším obdobím prošlo divadlo za šéfování Jana Mikuláška od roku 2001, kdy začala rekonstrukce divadla do dnešní podoby. Po dobu rekonstrukce se zkoušelo v Divadle Barka. Tuto dobu charakterizuje skutečnost, že všichni herci, kteří v Polárce působili, byli studenti JAMU. Dalším uměleckým šéfem se stal v letech 2005 – 2007 Martin Františák. Po něm se uměleckou vedoucí stala Hanka Mikolášková.Ta během svého působení v Divadle Polárka před odchodem do Městského divadla Zlín důsledně dodržovala koncepci nepravidelné dramaturgie a zaměřila se na posílení doprovodných programů.

## Profesionalizace Divadla Polárka
Pod vedením Miroslava Oščatky a Jana Mikuláška se profilovala výrazná dramaturgie, rozčleněná na tři samostatné proudy podle věkových kategorií: na tvorbu pro nejmenší děti předškolního věku a nejnižších ročníků základních škol, tvorbu pro střední dětskou věkovou kategorii a tvorbu pro mládež a dospělého diváka. Popsaný dramaturgický model byl a je zachováván uměleckým vedením divadla dodnes. Na jeho repertoárovém naplnění se podílejí režiséři jako například Zoja Mikotová, Konrád Popel, Ondřej Elbel, Bronislava Krchnňáková, Radim Toman, Michal Sopuch a další.
V červnu 2004 se Divadlo Polárka stalo součástí příspěvkové organizace KVS „U Tří kohoutů“ (KVS) zřizované městskou částí Brno - střed. Současným ředitelem KVS je od roku 2016 Tomáš Pavčík a vedoucí Divadla Polárka je Natálie Pelcová .
Grafický vizuál:
V divadle se vystřídalo mnoho grafiků zodpovědných za vizuální styl. První grafičkou, jež divadlu vtiskla grafickou podobu, byla Jana Vodičková. Ta pro něj vytvořila dodnes používanou značku i jednotný vizuální styl. Nejdéle v Polárce působila Kateřina Wewiorová, jejíž plakáty měly lehce hravý až dětský styl. Od roku 2011 až dodnes má grafickou podobu divadla na starosti Tomáš Krejča. 

## Specifika a dramaturgie Divadla Polárka
Díky dlouholetým zkušenostem a experimentálnímu přístupu, získalo divadlo následující specifika: Všechny uváděné tituly naplňují hlavní dramaturgický požadavek autorské tvorby. Tituly určené nejmenším dětem zahrnují: původní pohádky, málo známé pohádky a originálním, hravým přístupem zpracované klasické pohádky. 
Studentům základních škol a mládeži nabízí divadlo především dramatizace a adaptace kultovních děl světové a české literatury. Každá sezóna je navíc charakterizována konkrétním tematickým vymezením. Novinkou jsou tematické předplatitelské cykly. Polárka spolupracuje s mladými divadelními tvůrci, kteří jsou absolventi vysokých uměleckých škol, režiséři, výtvarníci, hudebníci a další jako například: Tereza Karpianus, Pavel Ondruch, Jan Mikuš, Simona Nyitrayová, Anna Petrželková, Jakub Maceček, Marek Cpin, Arnošt Goldflam, Jiří Honzírek, Marek Horoščák, Petr Hromádka, Jan Jirků, Zuzana Přidalová, Roman Sikora, David Smečka, David Strnad a mnoho dalších.
Výrazným rysem inscenací je užití scénické hudby, na jejíž tvorbě se podílejí především kmenoví skladatelé Mario Buzzi, Vít "Hary" Karlas, Ondřej Biravský, Leoš Peteráč a bývalí členové David Smečka a Jan Kyncl. Hudba je ve většině inscenací produkována živě.
V sezóně 2016/2017 otevřela Polárka malou scénu, tzv. black box, a vytvořila také dvě studia pro mladé adepty divadelních prací – Polaro-Id a Polárníček.
Repertoár divadla se zaměřuje na tvorbu pro děti a dospívající všech kategorií a věků. Těm nejmenším jsou určeny pohádky, jako například inscenace Jak dělá ryba, která se zaměřuje na děti od narození až do tří let. Pohádky 1000+1 noci jsou pak pro děti od tří let, Malá Čarodějnice pro děti od pěti let, stejně jako Cirkus Unikum. Pro starší jsou pak určena představení jako, Bratři Lví srdce, Enspigl/Nasredin, či Anne Franková. Pro dospívající a dospělé pak je na repertoáru inscenace Vnitřní nepřítel v režii Filipa Nuckollse a inscenace Naše Třída.
V roce 2015 byla uvedena adaptace detektivního příběhu Sherlock Holmes Explosion určená starším dětem. Pro starší děti vznikla také inscenace Klapzubova jedenáctka od Eduarda Basse.
Studentům a dospělým je určen náročnější repertoár, např. adaptace knihy Deník Anne Frankové. Inscenace původní příběh modernizuje. Dívka Kitty dostane k narozeninám knížku Deník Anne Frankové a iPhone, jehož prostřednictvím podává o obsahu knihy zprávu světu.
Hra Naše třída Tadeusze Slobodzianka v režii Břetislava Rychlíka zobrazuje dějiny 20. století a dokumentárním způsobem sleduje osudy spolužáků jedné třídy z vesnické školy. Hra  začíná za druhé světové války a v jejím centru je genocida židovského obyvatelstva v jedné polské vesnici odehrávající se okolo roku 1944.

## Ocenění
V roce 2002 získalo divadlo Polárka cenu za čtvrté místo v kategorii Divadlo roku v kritické anketě Ceny Alfréda Radoka. V roce 2008 obdrželo Cenu poroty festivalu Dítě v Dlouhé. Divadlu Polárka se velmi úspěšně daří hostovat i v zahraničí. V letech 2012, 2013 navštívilo Brusel, Lublin a Berlín. V roce 2018 byla Polárka s inscenací Naše třída v širší nominaci na inscenaci roku.

## Prostory divadla
Po rozsáhlé rekonstrukci v roce 2003 disponuje Divadlo Polárka prostory moderního foyeru s kavárnou a sálem s kapacitou 118 míst. Divadlo má dvě scény - velkou a malou scénu (tzv. black box).

## Workshopy
Divadlo nabízí také nejrůznější dílny, například workshop divadelní improvizace, workshopy pro širokou veřejnost, pro školy, pro rodiče s dětmi, workshopy s Petrem Vášou zaměřené na fyzické básnictví a jiné. Dílny vedou lektoři Juliána Valíšková, Michaela Mikulová, Monika Okurková, Iveta Kocifajová, Marie Bravencová a Lukáš Kavin.

## Lidé Divadla Polárka
Od ledna 2018 do září roku 2023 byla je vedoucí divadla Natálie Pelcová, nyní je to Martina Hanáková. 
Uměleckým šéfem je Jiří Hajdyla, dramaturgyní divadla je Alžběta Michalová. Produkci zajišťuje Martin Foretník.
Dámský herecký soubor Divadla Polárka: Filipína Cimrová, Denisa Cupáková, Kateřina Francová, Táňa Hlostová, Anna Hřebíčková, Kateřina Jebavá.
Pánský herecký soubor Divadla Polárka: Václav Dvořák, Petr Hanák, Vít Malecha, Jaroslav Tomáš, Alfred Texel Schmidtke, David Smečka, Matěj Záhořík.
Technický personál plní také role rekvizitářů, osvětlovačů, light designerů, dramaturgů, správců webu, údržbářů a dalších technických sil.